# Leptopoecile
Leptopoecile és un gènere d'ocells insectívors de la família dels egitàlids (Aegithalidae) que habita zones boscoses i de matoll d'Àsia, al nord de l'Índia, Tibet i la Xina.
Antany eren situats als sílvids (Sylviidae), però anàlisis d'ADN-m els van situar als egitàlids.
Fabriquen nius en forma de pilota de molsa, plantes, pèls, plomes i herba, folrats de teranyines i decorats amb líquens i capolls, que col·loquen sota un arbust. Hi ponen 4 – 6 ous blancs amb taques vermelloses.

## Llistat d'espècies
S'han descrit dues espècies dins aquest gènere:
- Leptopoecile sophiae - mallerenga cuallarga violàcia.
- Leptopoecile elegans - mallerenga cuallarga mitrada.